# Zeittafel der Präsidenten Chiles
Diese Zeitleiste zeigt die Veränderungen, personal und im Amt oder Amtsbezeichnung, der Staatsoberhäupter und der Regierungschefs der Republik Chile vom 18. September 1810 bis heute.

## Besonderes
- Präsidenten, die vor dem Ende ihrer Amtszeit verstarben oder ihr Amt vorzeitig zurücklegten:

José Manuel Balmaceda, Federico Errázuriz Echaurren, Pedro Montt, Elías Fernández, Pedro Aguirre Cerda, Juan Antonio Ríos, Salvador Allende
- Demokratisch gewählte Präsidenten, die gestürzt wurden oder zurücktraten:

José Manuel Balmaceda, Arturo Alessandri, Emiliano Figueroa, Carlos Ibáñez del Campo, Salvador Allende
- Die kürzeste und längste Amtszeit:

Pedro Opazo (1 Tag) und Augusto Pinochet (17 Jahre)
- Größte Anzahl von Amtszeiten (nicht aufeinanderfolgende):

Arturo Alessandri (drei Mal, obwohl seine zweite Amtszeit oft als Vollendung seiner wegen eines Putsches unterbrochenen ersten Amtszeit angesehen wird)